# Piceni

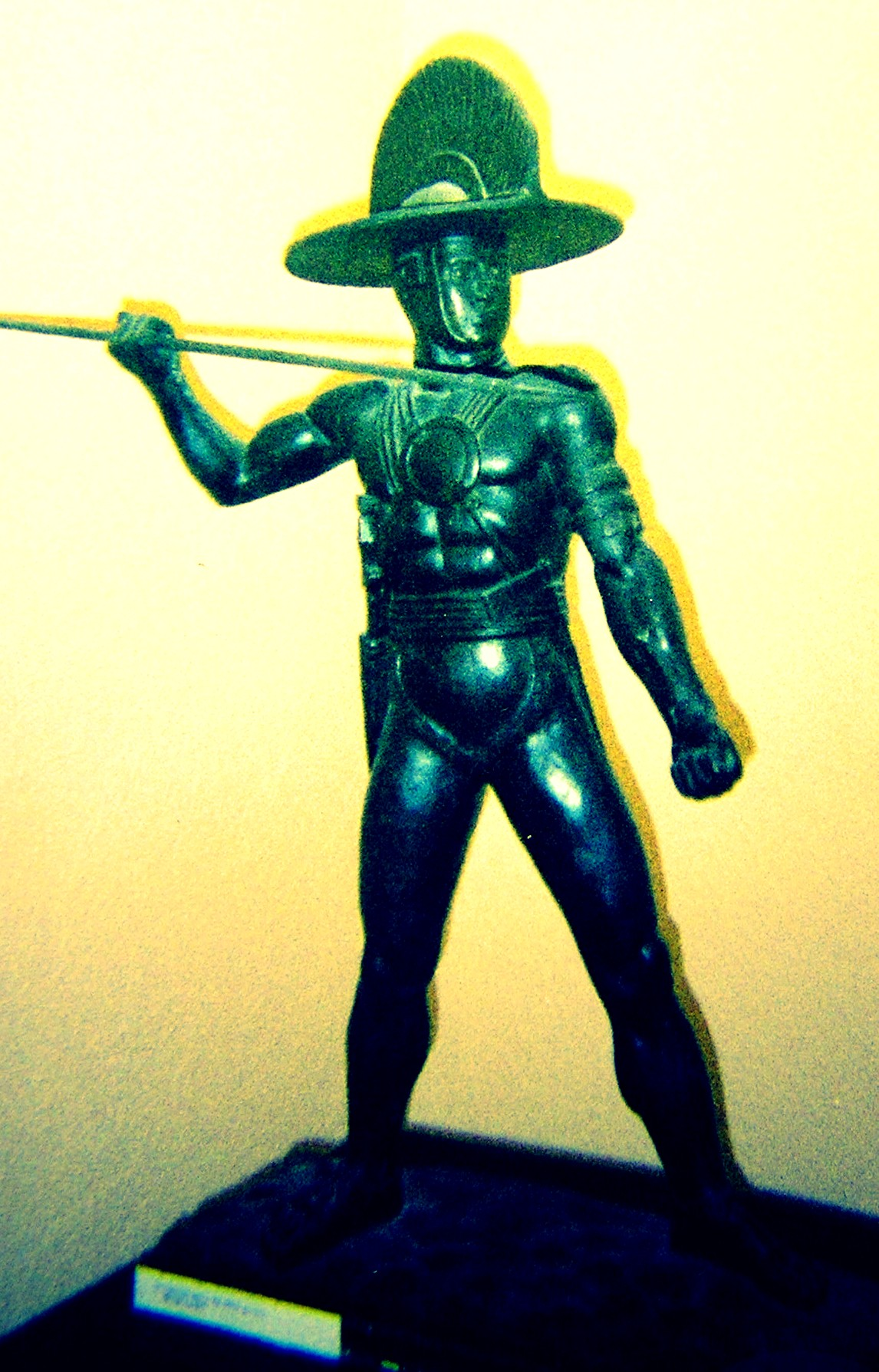
Statua moderna che ricostruisce l'aspetto che doveva avere un guerriero piceno; sul petto porta il kardiophylax o disco-corazza (Museo della civiltà romana). La ricostruzione è largamente basata sul Guerriero di Capestrano.

I Piceni o Picenti erano un antico popolo italico che dal IX al III secolo a.C. visse nel territorio compreso tra i fiumi Foglia e Aterno, delimitato ad ovest dall'Appennino e a est dalle coste adriatiche. Il territorio piceno comprendeva quindi tutte le odierne Marche e la parte settentrionale dell'Abruzzo.
Secondo l'etnogenesi tradizionale, il popolo piceno ebbe origine da una primavera sacra e dall'alta Sabina si diffuse nel versante adriatico, con la guida del totem del picchio; per questo motivo, in epoca contemporanea, come stemma delle Marche fu scelto il picchio verde.
La diffusione della civiltà picena segna il passaggio dall'Età del Bronzo a quella del Ferro, nonché il passaggio alla Storia, con l'introduzione della scrittura.
Le testimonianze lasciate da questa civiltà sono molto ricche e fortemente caratterizzate, specie nella scultura, anche monumentale, nell'arte figurativa, che presenta una notevole fantasia nelle figure ed una tendenza all'astrattismo, nell'originalità delle forme della ceramica, nell'abbondante uso dell'ambra, nella grande varietà di armi, nei vistosi corredi femminili. La lingua della maggior parte delle iscrizioni è italica ed è detta lingua picena meridionale o semplicemente lingua picena; in quattro iscrizioni è attestata invece l'enigmatica lingua di Novilara.
Nel IV secolo a.C. i Piceni subirono l'invasione dei Galli Sénoni, che occuparono la porzione settentrionale del loro territorio, che poi infatti assunse il nome di Ager Gallicus o  Ager Gallicus Picenus. Conservarono comunque la loro autonomia e nel III secolo a.C. si allearono con i romani nella Battaglia del Sentino (295 a.C.). Dopo tale battaglia, vinta dalla coalizione romana, si avviò un processo di romanizzazione del popolo, che entrò gradualmente nell'orbita della Repubblica romana. In seguito alla guerra picentina, scoppiata in seguito all'espandersi progressivo e inarrestabile di Roma nel territorio piceno, il popolo fu inquadrato nelle strutture politico-culturali di Roma.

## Etnonimo

### Ipotesi principali
Il termine Piceni ci è noto dalle antiche fonti greche e da quelle latine. Dal III secolo a.C., in seguito ai primi contatti con i Romani, sia nel mondo greco che in quello latino le etnie del Piceno vengono infatti indicate con l'appellativo di "Picenti" (Picentes/Πίκεντες), utilizzato sia nei Fasti trionfali capitolini che da Polibio. Il significato dell'etnonimo è "quelli del picchio", essendo etimologicamente connesso alla parola latina picus (picchio). In ambito letterario, il primo a ricordare i Picenti fu Marco Porcio Catone nelle Origines (II secolo a.C.).

L'origine mitica del popolo piceno è legata al totem del picchio. Importante attestazione del totemismo piceno è il coperchio con guerrieri intorno al totem conservato al Museo Archeologico Nazionale delle Marche.

Riferendosi al territorio occupato dai Piceni, dal I secolo a.C. il termine "Piceno" ("Picenus" o "Picenum" in latino) fu largamente più impiegato che "Picenti"; per esempio, nel De bello civili Giulio Cesare afferma di aver percorso «l'intero territorio piceno». L'uso di questo vocabolo è alla base del moderno "Piceni" ed indica secondo alcuni un maggiore interesse rispetto al territorio piceno piuttosto che nei confronti dei Piceni stessi. Oswald Szemerényi invece ipotizza un procedimento inverso, ovvero che l'etnonimo Picentes sia derivato dal toponimo "Picenum" attraverso una forma non attestata *Picenetes. Nella letteratura storiografica contemporanea è invalso l'uso di "Piceni" in luogo di "Picenti", nonostante lo stesso Giacomo Devoto riservasse il primo termine alla civiltà preindoeuropea attestata archeologicamente nel Piceno attraverso la Stele di Novilara e il secondo al popolo italico (dunque indoeuropeo) ricordato dalle fonti classiche.

### Altre ipotesi
In una sua glossa, Scilace (IV-V secolo a.C.) chiama i Piceni Πευκετιεῖς (Peyketieis), includendoli fra i parlanti lingue sannitiche e ritenendoli omologhi dei Peucezi, originari della Iapigia. Questa confusione era accentuata dalla presenza di un gruppo di origine picena in Campania dal 268 a.C., detto "picentino". I Peucezi erano un gruppo illirico stanziato nell'attuale Puglia, ma entro un continuum di popoli, per lo più di ceppo sannitico, che giungeva appunto fino in Campania, nelle aree occupate dai Picentini.
Dagli autori greci del I secolo a.C. sono pervenuti ulteriori etnonimi: dalla forma Πίκεντες si è avuto Πικεντῖνοι (Diodoro Siculo), mentre dalla radice picen- si sono sviluppati gli etnonimi Πικηνίς (Plutarco), Πικηνίτις (Appiano) e Πικίαντες (Stefano Bizantino). Un'altra possibile confusione dei Piceni, desumibile dalle fonti antiche, era con i Galli Senoni; tale ambiguità può essere dovuta o a delle effettive analogie culturali fra i Galli e i Piceni, o al fatto che questi ultimi, perlomeno nella zona settentrionale, avessero almeno parzialmente assimilato caratteri celtici.
L'etruscologo Adriano La Regina ha ipotizzato che fra il V e il IV secolo a.C. i Piceni si riferissero a loro stessi con il termine Pupun, un vocabolo rintracciato in alcuni reperti con iscrizioni in dialetto piceno. Tuttavia, non è unanime il giudizio su questa ipotesi, poiché la forma pupun sarebbe incompatibile con la radice *piko/u da cui ha origine picus, posto in stretta relazione con l'etnonimo latino Picentes.

## Storia

### Origini e territorio

#### Tradizione romana

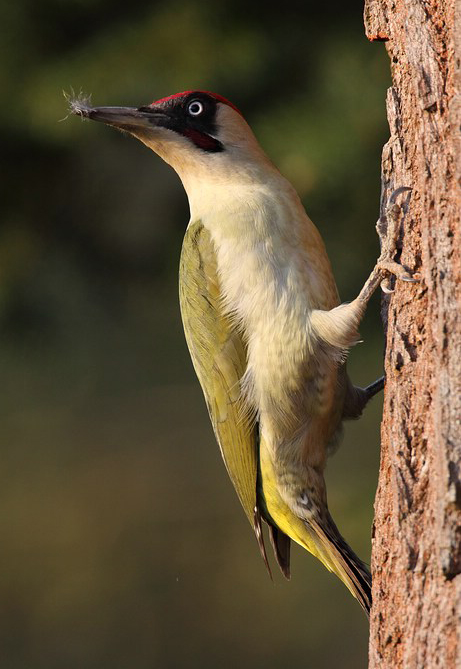
Il picchio verde, eletto a simbolo della regione Marche: secondo la tradizione classica l'origine dei Piceni era legata al totem di un picchio.

In riferimento ai Piceni, l'etnogenesi tradizionale riferisce di una civiltà preromana stanziata nel medio Adriatico, ma allogena perché originaria dell'alta Sabina; da questa zona, in seguito ad una primavera sacra, un gruppo di giovani si diresse dapprima verso la zona dell'odierna città di Ascoli Piceno e si diffuse poi in tutte le Marche:
(Sesto Pompeo Festo, De verborum significatu, 235 L.)
Questa tradizione, rivista ed integrata dalle notizie tratte dalle scoperte archeologiche, è ancor oggi alla base delle ipotesi moderne sulle origini del popolo piceno.
La tradizione è di antica matrice romana, che pone dunque alle origini della civiltà picena un ver sacrum (o "primavera sacra") compiuto dalle popolazioni sabine, ritenendo quindi la nascita dei Piceni frutto di una migrazione rituale. Si suppone che il primo a raccontare esplicitamente del ver sacrum sabino, accompagnato dal totem del picchio, come punto d'inizio della storia picena, sia stato Verrio Flacco, il quale ha poi veduto filtrata la propria narrazione, che pur parlando del picchio era priva di riferimenti alla primavera sacra, da parte di Sesto Pompeo Festo nel suo De verborum significatu. L'opera di quest'ultimo è alla base dell'Excerpta ex libris Pompeii Festi de significatione verborum, il compendio di Festo redatto da Paolo Diacono nell'VIII secolo d.C. e che costituisce la trattazione più compiuta in merito alle origini sabine dei Picenti. Un cenno a tale mito è presente anche nell'opera principale dello stesso autore, l'Historia Langobardorum, senza riferimento al ver sacrum ma con una narrazione alternativa del legame con il picchio:
(Paolo Diacono, Historia Langobardorum, II, 19)
Anche Plinio il Vecchio, che ebbe come fonti anche i testi di Verrio Flacco, riferisce sinteticamente di un ver sacrum in relazione alla storia dei Piceni.
La storia sull'origine dei Piceni narrata dal geografo greco Strabone pone maggiormente l'accento sulle origini sabine e il ruolo fondamentale avuto nella migrazione da parte del picchio. Secondo Strabone, l'uccello sarebbe stato sacro ad Ares, dunque alcuni studiosi ritengono che la migrazione sabina abbia avuto una caratterizzazione prettamente militare.
(Strabone, Geografia, 5. 4. 2.)
La primavera sacra che, secondo la tradizione, diede origine al popolo piceno è alla base dell'attuale stemma delle Marche. Quando infatti, tra gli anni settanta e gli anni novanta del Novecento, ogni regione italiana si trovò a decidere un simbolo per il proprio stemma, la regione Marche scelse l'immagine del totem del picchio che guidò la migrazione. Con questa scelta la regione identificò le proprie radici con la cultura picena, che in effetti fu la prima espressione a caratterizzare tutto il territorio regionale, da nord a sud; rispetto alle precedenti culture diffuse nelle Marche nell'Età del Bronzo, che interessarono ampi territori italiani, quella picena ebbe infatti come fulcro l'attuale territorio regionale.

#### Ipotesi della storiografia moderna
Alla base dell'etnogenesi dei Piceni durante l'età del ferro si riconosce il concorso di culture diverse della fine del Bronzo: quella protovillanoviana, quella appenninica (fase detta Subappenninico), e quelle delle popolazioni transadriatiche. Genti osco-umbre penetrarono in Italia nella seconda metà del II millennio a.C., probabilmente intorno al XII secolo a.C. Non è noto il momento esatto in cui genti di lingua osco-umbra si stabilirono nell'area del Piceno; il gruppo che sarebbe emerso storicamente come Piceni raggiunse la regione dalla conca di Norcia, seguendo la valle del Tronto. In seguito si diffuse in tutto il territorio delle attuali Marche e dell'Abruzzo settentrionale ed eresse a Cupra il proprio santuario nazionale. Dopo la romanizzazione, dunque dal III secolo, Ascoli ebbe il ruolo di centro principale ed era considerata la capitale picena.
Sulla base del nesso, stabilito già da Strabone, tra il picchio e la migrazione sabino-picena, è stato ipotizzato dall'etruscologo Gianluca Tagliamonte che la zona d'origine dei migranti fosse Tiora Matiena (nei cui pressi esisteva un antico oracolo dove un picchio veniva a profetare, in base a ciò che ha scritto Dionigi di Alicarnasso), secondo lo studioso non troppo distante da Amiternum. Consequenzialmente a tale ipotesi, lo stesso Tagliamonte ha proposto l'eventuale itinerario della migrazione, che avrebbe dovuto seguire la direttrice Montereale-Amatrice-Ascoli Piceno, un'antica via di collegamento fra i territori vicini all'odierna L'Aquila e le regioni centro-adriatiche. Questa ipotesi è tuttavia incompatibile con le acquisizioni storico-archeologiche ottocentesche, le quali individuano l'oracolo di Tiora Matiena presso l'attuale abitato di Santa Anatolia di Borgorose, in provincia di Rieti. Qui un tempo sorgeva effettivamente Tora, città degli Equi chiamata in seguito anche Tyra, Thora, Tiora, Thiora e a volte con l'attributo, appunto, "Matiena" (o "Matiene"). L'elemento decisivo per l'individuazione di Tora in Santa Anatolia è la distanza della città antica da Reate: 300 stadi (secondo Dionigi di Alicarnasso) cioè gli stessi che intercorrono tra il borgo attuale e il capoluogo.
In passato, tra XIX e primi decenni del XX secolo, erano state proposte, sulla base delle conoscenze allora disponibili, varie ipotesi sull'etnogenesi picena che postulavano apporti extra-italici. Per Innocenzo Dall'Osso le popolazioni picene erano nate a seguito di un continuo flusso d'immigrati achei, i quali si sarebbero perfettamente integrati con le popolazioni indigene. Analogamente, Friedrich von Duhn avanzò l'idea che i Piceni fossero il frutto della mescolanza fra gli originari abitanti del luogo e alcune genti balcaniche. Dopo i primi scavi eseguiti in modo scientifico nei pressi di Novilara, tra il 1892 e il 1893, furono proposte possibili origini liguri. Già negli anni trenta, tuttavia, Randall Mac Iver e Vladimir Dumitrescu ricondussero le origini dei Piceni ai popoli autoctoni, anche se lo stesso Dumitrescu non escluse del tutto un'eventuale influenza degli Illiri balcanici, oltre che dei Sabini italici, nella formazione etnica picena. A enfatizzare ulteriormente l'apporto illirico, fino a considerarlo centrale nell'etnogenesi dei Piceni, furono studiosi come Franz Messerschmidt e, più recentemente, Mate Suič, Sime Batovic e Delia Lollini.

#### Territorio
I Piceni erano stanziati nel territorio compreso tra i fiumi Foglia e Aterno, delimitato ad ovest dall'Appennino e a est dalle coste adriatiche. Non tutti gli studiosi, tuttavia, concordarono nell'individuazione del confine settentrionale del territorio dei Piceni con il Foglia; Dall'Osso (1915) e, più recentemente, Massimo Pallottino (1988) riconobbero come limite settentrionale il fiume Esino, ma la loro posizione è rimasta decisamente minoritaria. In realtà, l'Esino divenne il confine settentrionale del territorio piceno solo dopo che il nord delle Marche venne occupato attorno al 400 a.C. dai Galli Senoni, che, stando a Tito Livio, si stanziarono nella zona della Romagna e delle Marche compresa tra i fiumi Montone ed Esino, in quello che venne denominato in età augustea ager Gallicus.
In ogni caso, la conoscenza della fascia costiera tra il Piceno storico e l'area abitata all'epoca dai Veneti resta ampiamente lacunosa, dal punto di vista della composizione etnica e linguistica preromana; dal punto di vista archeologico, al contrario, i ritrovamenti mostrano una unità culturale molto ben definita in tutto il territorio marchigiano ed abruzzese settentrionale. La compattezza culturale è tale da rendere possibile riconoscere un sito piceno anche all'inizio di uno scavo archeologico, quando ancora sono stati rinvenuti soltanto pochi oggetti.
Gli insediamenti marittimi distavano dal mare mediamente 7–8 km, per essere protetti dalle incursioni piratesche e per tenersi lontani dalle paludi costiere. Fanno eccezione gli abitati di Ancona e Numana, posti in corrispondenza di tratti di costa alta, e Novilara, Porto Sant'Elpidio e Cupramarittima, nelle immediate vicinanze di essa; si spiega il fatto con la possibilità di sfruttare approdi naturali e con l'assenza di paludi. La necessità di proteggersi dalla malaria faceva evitare anche gli insediamenti nei fondovalle e in prossimità degli estuari dei fiumi, generalmente paludosi.
Prima della romanizzazione della regione non esisteva un centro abitato predominante tra i Piceni, che non avevano una organizzazione di tipo statale e non avevano quindi necessità di una capitale. L'equilibrio durato secoli nel territorio piceno subì drastiche modifiche in seguito all'occupazione del territorio piceno a nord dell'Esino da parte dei Galli Senoni, nel IV secolo a.C. Altro evento determinante fu la battaglia del Sentino, dopo la quale iniziò la romanizzazione della regione attraverso la fondazione di colonie, cosa che portò i Piceni alla rivolta, capeggiata da Ascoli.
In età augustea, e dunque pienamente romana, la zona picena settentrionale, denominata Ager gallicus picenus, fu assegnata alla VI regio mentre il rimanente territorio costituì la V regio. In quest'ultima regione Ascoli acquisì un ruolo centrale. Singolare quindi fu il ruolo di Ascoli nell'ambito della civiltà picena, in quanto all'alba della sua storia la sua zona fu la prima meta della migrazione sabina, nel momento del tramonto guidò la rivolta anti-romana e, dopo la romanizzazione, ebbe il ruolo di centro principale ed era considerata capitale delle genti picene.
Dato il lungo periodo di sviluppo della civiltà picena, per ricordare i centri principali noti all'archeologia nella tabella sottostante sono stati considerati vari periodi.
| secolo e fase archeologica       | centri abitati attestati archeologicamente | centri abitati attestati anche (o solo) da necropoli |
| -------------------------------- | --- | --- |
| IX sec. Piceno I                 | Ancona, Osimo, Moie di Pollenza. | Ancona, Camerano, Monte Roberto, Numana, Porto Sant'Elpidio. |
| VIII e VII sec. Piceno II e III  | Ancona, Moscosi di Cingoli, Matelica, Novilara, Osimo, Moie di Pollenza. | Ancona, Camerano, Canavaccio di Urbino, Cupramarittima, Montedoro di Scapezzano, Matelica, Montegiorgio, Monsampolo, Montegiove di Fano, Monte Roberto, Novilara, Numana, Passo di Treia, Pieve Torina, Porto Sant'Elpidio, Ripatransone, Roncosambaccio, San Costanzo, San Ginesio, Serrungarina, Torre San Patrizio. |
| VI e V sec. Piceno IV e Piceno V | Ancona, Castelbellino, Castel di Lama, Cessapalombo, Attiggio di Fabriano, Falconara, Matelica, Martinsicuro, Montecassiano, Montedoro di Scapezzano, Moscosi di Cingoli, Numana, Osimo, Pesaro, Pitino di San Severino, Moie di Pollenza, Porto Sant'Elpidio. | Ancona, Attiggio di Fabriano, Atri, Belmonte Piceno, Camerano, Campovalano, Capestrano, Cupramarittima, Fabriano, Fermo, Grottazzolina, Loreto Aprutino, Mogliano, Montegiorgio, Monsampolo, Montefiore dell'Aso, Montelparo, Monte Roberto, Monterubbiano, Novilara, Numana, Passo di Treia, Offida, Pieve Torina, Pianello di Castelbellino, Pitino di San Severino, Porto Sant'Elpidio, Rapagnano, Ripatransone, San Ginesio, Spinetoli, Torre di Palme, Torre San Patrizio. |
| IV e III sec. Piceno VI          | Ancona (città e Montagnolo), Cessapalombo, Numana, Pesaro. | Acquaviva Picena, Camerano, Camerino, Castel di Lama, Castelfidardo, Cessapalombo, Cingoli (San Vittore), Macerata (San Pellegrino della Madonna del Monte), Monsampietro Morico, Monsampolo del Tronto, Montecassiano, Offida, Pieve Torina, San Severino (Carpignano), Servigliano, Tolentino, Treia. |

In età romana, e dunque a partire dalla battaglia del Sentino, emerge anche il centro di Ascoli, già attestato solo da ritrovamenti sporadici e dunque non riportato in tabella.
Soggetto ai Piceni era anche, secondo quanto attestato da Plinio il Vecchio, il territorio dei Pretuzi (Ager Praetutianus), un popolo italico di modeste dimensioni che aveva come centro principale quella che poi i Romani chiameranno Interamnia Praetutiana, l'odierna Teramo.

### Fase "Piceno I"

Fin dalle origini la ceramica picena dimostra la sua originalità come mostra questo kothon.

Il "Piceno I" interessa il IX secolo a.C.
La nascita e la diffusione della civiltà picena segnano nelle Marche il passaggio dall'Età del Bronzo a quella del Ferro. Nella prima fase, le necropoli e gli abitati piceni mostrano un passaggio graduale tra queste due età, dati gli stretti legami archeologici con le precedenti civiltà dell'Età del Bronzo diffuse nelle Marche: la cultura appenninica e quella protovillanoviana. Dal punto di vista delle usanze funebri, i Piceni si distinguono dalle civiltà precedenti per l'uso del rituale della sepoltura (rannicchiata e su letto di ghiaia), ma tra gli elementi di continuità con le culture del Bronzo c'è la permanenza, pur fortemente minoritaria, di tombe ad incinerazione.
Le testimonianze archeologiche di questa prima fase mostrano una concentrazione della popolazione nella zona costiera e in particolare nell'area del promontorio del Conero (Ancona, Numana, Camerano, Osimo) e del breve tratto di costa alta di Porto Sant'Elpidio; nell'interno sono noti gli stanziamenti di Monte Roberto e di Moie di Pollenza. Reperto-guida è il kothon, piccolo vaso di terracotta tipicamente piceno, a forma globulare schiacciata, con bocca stretta ed una sola ansa.

### Fase "Piceno II"

Pettorale piceno, con la mitica barca solare ornitomorfa (Museo archeologico nazionale delle Marche di Ancona).

Il "Piceno II" si inquadra cronologicamente nell'VIII secolo a.C.
Le testimonianze archeologiche testimoniano una diffusione della civiltà picena verso nord, sino alla parte settentrionale delle Marche, dove è stata ritrovata la ricchissima necropoli di Novilara, sino ad oggi l'unica scavata integralmente e che ha potuto godere di una pubblicazione completa dei risultati dello scavo. La fase è caratterizzata da un grande sviluppo della metallurgia, testimoniata anche da oggetti tipici piceni, come le armille a spirale in lamina e i pettorali a barca solare ornitomorfa, ossia con protomi di anatra selvatica a prua e a poppa, ricchi di significati simbolici. In questa fase compaiono, tra l'altro, i primi oggetti in ferro: spade corte e coltellacci. Nonostante ciò sono ancora prodotte ed usate spade in bronzo del tipo "ad antenne". Alcuni oggetti metallici testimoniano le relazioni con l'opposta sponda adriatica; tra questi le fibule ad occhiali, accompagnate successivamente da una vasta gamma di tipologie di fibule di ogni dimensione, che appaiono come elemento caratterizzante degli ornamenti femminili piceni.

### Fase "Piceno III"

Inizia l'usanza di seppellire i defunti (uomini o donne) insieme a carri da guerra (qui in un vecchio allestimento ricostruttivo del Museo archeologico nazionale delle Marche).

Il "Piceno III" è una fase culturale che interessa tutto il VII secolo a.C. e parte del VI, sino al 580 a.C.
L'area di diffusione della fase coincide con quella della fase precedente: tutte le Marche; si osserva però una concentrazione di testimonianze nella zona a ridosso dell'Appennino, caratterizzate dalla cultura orientalizzante, ossia influenzata dall'Oriente mediterraneo: Egitto, Siria, Asia Minore. Si importano infatti nel Piceno, attraverso gli empori greci di Ankón (Ancona) e di Numana, oggetti provenienti da questi paesi. Inoltre sono caratteristiche di questa fase le importazioni di oggetti etruschi realizzati con uno stile simile a quello orientale. Anche la civiltà etrusca, infatti, attraversa una fase simile, anch'essa detta "orientalizzante". Sono tipiche di questa fase le tombe a tumulo e le sepolture a circolo, tipologie che risentono degli usi orientali; in queste tombe gli inumati sono spesso accompagnati dal proprio carro da guerra. I centri più noti dell'orientalizzante piceno sono situati nei pressi dei valichi appenninici e sono dunque legati al commercio con gli Etruschi: Fabriano, Pitino di San Severino, Taverne di Serravalle. I reperti più noti sono l'oinochoe realizzata utilizzando un uovo di struzzo, il coperchio con la danza intorno al totem, i carri da guerra. Nel Piceno il periodo orientalizzante inizia intorno alla metà del VII secolo.
Nonostante le influenze esterne l'arte locale è comunque fiorente ed è caratterizzata dalla tendenza a sintetizzare le figure umane ed animali sino a renderle quasi astratte; tipici esempi sono i dischi-corazza decorati con figure umane accostate ad animali fantastici. Inizia inoltre in questa fase la produzione di ceramiche straordinarie per varietà e fantasia formale. Anche la metallurgia produce oggetti di grande originalità, come i pettorali decorati da figure umane legate insieme da anelli o dal fatto di tenersi per mano; l'esemplare più noto è quello proveniente da Numana. Le fibule sono anch'esse prodotte nelle tipologie più varie, come quelle ad arco serpeggiante, a drago con antenne, a navicella; altro oggetto dell'abbigliamento femminile molto tipico è il "disco-stola", realizzato con simboli solari. 
Alle attività agricole e commerciali si affianca quella della pesca, testimoniata dalla "tomba del pescatore" di Ancona, con ami, arponi e un segaccio, oggetto che può rimandare all'attività di costruzione di piccole imbarcazioni.
A questo periodo risalgono le iscrizioni di Novilara e l'assorbimento della cultura villanoviana di Fermo all'interno della cultura picena.

### Fase "Piceno IV"

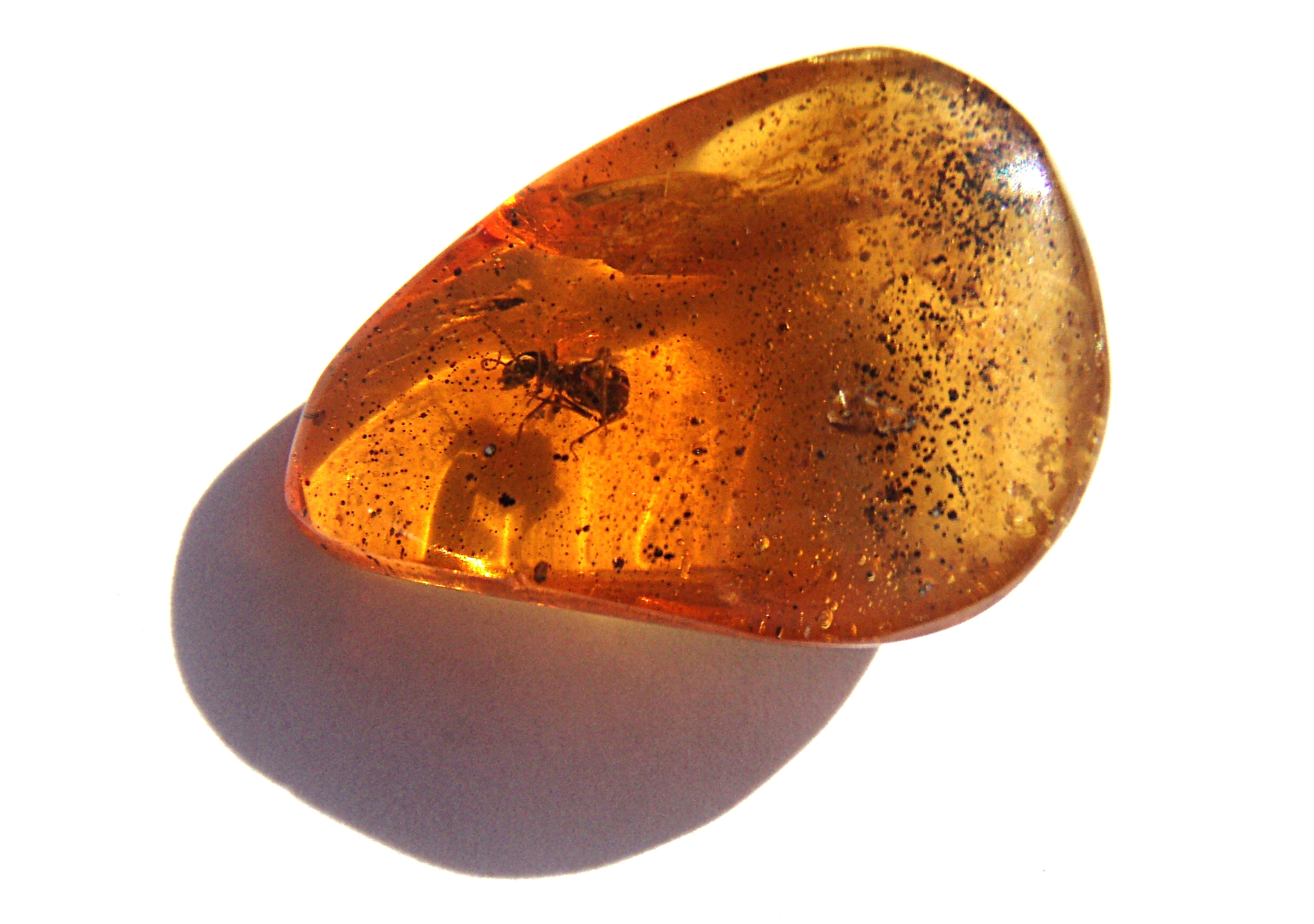
Un nucleo di ambra, materiale molto apprezzato dai Piceni, che la importavano dalle coste baltiche.

Il "Piceno IV" interessa un periodo a cavallo tra il VI e il V secolo (dal 580 al 470 a.C.). La fase viene suddivisa dagli archeologi in "Piceno IV A" e "Piceno IV B", che qui si considerano insieme.
Il territorio interessato vede una rarefazione delle testimonianze a nord dell'Esino e una fioritura di testimonianze nel sud delle Marche e nel nord dell'Abruzzo.
Risalgono a questo periodo alcuni degli elementi più tipici e noti della civiltà picena. In particolare essi sono: le iscrizioni sudpicene, la statuaria monumentale di Numana e Capestrano, la straordinaria ricchezza e varietà e nell'ornamentazione femminile delle fibule, ancor più che nella fase precedente e gli enigmatici anelloni a sei nodi, assurti nei primi anni del Novecento a simbolo dell'intera civiltà picena.
Come materiale tipico di questo periodo si può considerare l'ambra, già attestata precedentemente, ma con la quale si realizzano in questa fase gli oggetti più noti, provenienti da Belmonte Piceno. Si è identificata una via dell'ambra che dal Baltico giungeva sino alle coste del Piceno, dove la resina fossile era molto apprezzata, anche per le caratteristiche che la mettevano in relazione con la simbologia solare. Nel secolo scorso i Piceni sono stati chiamati, a causa dell'amore per questo materiale, anche "popolo dell'ambra", e il loro stesso nome era stato messo in relazione con il termine latino pix, picis, ossia ambra.
Le armi sono ormai tutte di ferro, e presentano una grande varietà e un continuo aggiornamento, cosa rara in popoli italici dello stesso periodo; tra le armi di offesa del periodo si ricorda lo spadone a scimitarra tipo machaira e, tra quelle di difesa, i tipici gli elmi con rilievi a forma di corna di animale, che però convivono con altri elmi di tipo greco-corinzio. Continua la produzione di dischi-corazza, ma anch'essi sono fortemente influenzati nell'ornamentazione dall'arte greca. L'inumazione è ormai completamente distesa.

### Fase "Piceno V"

Un "piattello ad alto piede".

La fase interessa la parte media e finale del V secolo, dal 470 a.C. sino all'inizio del successivo IV secolo.
Dal punto di vista territoriale si nota una rivitalizzazione dei centri piceni a nord dell'Esino; a sud di questo fiume tutti i centri già vitali nella fase precedente continuano le loro attività.
La caratteristica archeologica dominante di questa fase è l'importazione massiccia di ceramica greca a figure rosse, che attraverso i porti di Numana e di Ancona si diffondeva poi in tutto il territorio piceno. In particolare risulta eccezionalmente ricco il complesso dei vasi provenienti da Numana, con esemplari anche monumentali e con ricche raffigurazioni mitologiche.
Tale abbondanza si spiega pensando al fatto che, dopo la battaglia navale di Alalia (540 a.C.), gli Etruschi e i Cartaginesi riuscirono ad impedire ai Greci di commerciare liberamente nel Tirreno. Fiorirono così le città adriatiche di Numana, Spina ed Adria, che consentivano comunque uno sbocco commerciale alla ricca produzione vascolare greca. È interessante notare che una forma di ceramica attica veniva prodotta dai Greci appositamente per i Piceni; si tratta del "piattello ad alto piede", che alcuni archeologi pensano fosse usato per servire durante i banchetti un prodotto tipico piceno: le olive.

### Fase "Piceno VI"

Esempio di ceramica alto-adriatica, con figure al limite dell'astrattismo.

Il "Piceno VI" è l'ultima fase archeologica della civiltà picena e interessa il IV e una piccola parte del III secolo a.C., sino alla Battaglia del Sentino; questo evento segna infatti convenzionalmente, secondo l'archeologia, il dissolvimento della cultura picena, che da quella data è assorbita gradualmente all'interno di quella romana. Naturalmente, anche dopo tale data, la storia dei Piceni continua, anche se la sua vitalità si esprime non più tanto a livello culturale (e dunque archeologico), quanto nell'importante ruolo che essi ebbero durante la romanizzazione della costa adriatica. Questo spiega il fatto che, nonostante la fase Piceno VI sia l'ultima descritta dagli archeologi, la storia dei Piceni continui anche dopo tale fase, ed è oggetto dei paragrafi seguenti.
Evento fondamentale del periodo è l'arrivo dei Galli Senoni, che occuparono la parte settentrionale del territorio piceno, giungendo sino al fiume Esino, con espansioni temporanee o limitate anche più a sud. I Senoni si fusero parzialmente con i Piceni delle zone occupate, ma influenzandone profondamente la cultura. Dopo l'invasione gallica, il controllo da parte dei Piceni della zona costiera adriatica è approssimativamente compreso fra il torrente Castellano, Numana e il Conero. Il territorio piceno occupato dai galli venne successivamente detto dai Romani Ager Gallicus o anche Ager gallicus picenus.
Altro evento che contribuì a modificare l'equilibrio etnico del territorio piceno fu l'arrivo di Greci, provenienti da Siracusa, che fondarono la colonia di Ankón (Ancona) che assorbì il precedente villaggio piceno.
Nonostante tali fattori, la cultura picena proprio in questo periodo produsse una tipologia vascolare di grande originalità, definita dagli archeologi "ceramica alto-adriatica", caratterizzata da figure femminili viste di profilo, talmente stilizzate da ricordare alcune forme di arte moderna.

### III secolo a.C.
Nel 299 a.C. si verificò il primo intervento militare dei Romani nel territorio dei Piceni. I due popoli avevano stipulato un'alleanza per contrastare i Galli, i quali avevano raggiunto i domini dei Romani a nord del Tevere. Oltre a contrastare le incursioni galliche, per i Piceni l'alleanza con i Romani aveva la funzione di rafforzare la propria posizione diplomatico-militare rispetto a quella dei Pretuzi, alleatisi con i Sanniti.
Qualche anno più tardi i Sanniti cercarono di coinvolgere i Piceni nell'imminente conflitto contro Roma, la quale stava manifestando la volontà di espandersi sul versante adriatico dell'Italia. Tuttavia, le popolazioni picene rimasero fedeli al trattato d'alleanza stipulato con i Romani e, anzi, avvertirono i loro alleati della guerra che i Sanniti e i loro alleati (Galli, Etruschi, Umbri) erano in procinto di iniziare. Il conflitto sfociò in una serie di scontri fra i Romani e le popolazioni alleate dei Sanniti, dei quali quello decisivo fu la battaglia di Sentino (295 a.C.), a seguito della quale si accentuò l'espansione romana verso l'Adriatico; nel 290 a.C. circa, Roma espanse i propri domini fino ad assorbire il territorio dei Pretuzi, a sud del Piceno. Nello stesso periodo, si acuirono anche le tensioni fra i Romani e i Galli Senoni: questi ultimi furono sconfitti grazie anche all'appoggio dei Piceni, che si schierarono contro le popolazioni celtiche e consentirono il passaggio dell'esercito romano nel Piceno. A seguito della sconfitta dei Senoni, Roma acquisì anche i territori gallici, che confinavano a nord con quelli piceni
Le conquiste romane mutarono sensibilmente il contesto geopolitico nell'Italia centrale: i domini di Roma si estendevano a nord, ovest e sud del Piceno, circondato dallo Stato romano. La mancanza di autonomia scaturita da ciò indusse i Piceni a rompere l'alleanza con Roma e a rivoltarsi contro la dominazione romana indiretta; scoppiò così la guerra picentina.
(Lucio Anneo Florio, Epitomae rerum Romanorum, I, XIX)
I consoli Appio Claudio e Tito Sempronio Sofo furono inviati dal Senato romano presso il Piceno. Sempronio Sofo giunse attraverso la valle del Tronto, mentre Appio Claudio passò dall'Umbria, sceso nella valle del Potenza attraverso le strette di Pioraco, prese la città fortificata di Camerino. Per ricongiungere gli eserciti, i consoli condussero la campagna militare invadendo per primi i territori dell'Agro Palmense (Fermo), così da incunearsi fra il settentrione e il meridione dei territori piceni. Sempronio Sofo condusse le proprie truppe nella valle dell'Aso, evitando di attaccare frontalmente la città di Ascoli Piceno, che avrebbe ritardato di molto la campagna. Dopo aver sconfitto le truppe picene a Interamnia Poletina Piceni, arrivò nell'attuale Ortezzano; in seguito ad un nuovo scontro con la resistenza picena, la stessa città venne devastata. Nel frattempo, le forze dei Piceni si erano radunate a Truento, organizzando un forte esercito; così, Sempronio Sofo dovette tornare indietro, nella valle del Tronto, rallentando l'avanzata. Prima che la battaglia iniziasse, un violento terremoto scosse la terra, gettando nel panico gli uomini di entrambi gli schieramenti; i primi a ridestarsi dal timore furono i Romani, poiché il console affermò che l'evento sismico era un presagio favorevole a Roma e che, dopo la battaglia, avrebbe eretto un tempio a Tellure. Superata la paura iniziale, anche fra le file dei Piceni tornò la calma. Lo scontro che ne seguì fu così violento che in pochi sopravvissero alla battaglia, da ambo le parti. L'esito negativo di quest'ultima battaglia ridusse i Piceni a chiedere la pace. Per Roma, la vittoria contro i Piceni fu tanto importante che, oltre ad essere tributato ai consoli un trionfo, il Senato decise di coniare per la prima volta delle monete d'argento a memoria dell'evento.
In breve, la rivolta, guidata dalla città di Ascoli, non ebbe successo e venne sedata dai consoli romani Appio Claudio Russo e Publio Sempronio Sofo in due campagne distinte, nel 269 e nel 268 a.C., che vanno sotto il nome di "guerra picentina". Conseguentemente, una parte della popolazione picena fu deportata: gli abitanti di Ortona furono deportati presso il lago Fucino, alcune colonie di cittadini piceni vennero fondate nella Marsica, in Campania, e numerosi Fermani nei pressi di Salerno; il resto dei Piceni fu parzialmente romanizzato, poiché ottenne che le proprie città fossero considerate dapprima civitas sine suffragio (268 a.C.), e poi civitas optimo iure (241 a.C.). Ascoli Piceno, diversamente dalle altre città, ricevette un trattamento differente e fu considerata civitas foederata, ovvero alleata di Roma. Tuttavia, onde tenere sotto controllo Ascoli, nel 264 a.C. fu dedotta a Fermo una colonia di diritto latino. Ancona, dopo la repressione della rivolta, conservò lo statuto di civitas foederata del quale già godeva.
Durante la Seconda guerra punica, contingenti di Piceni combatterono insieme agli eserciti dei Romani. Dopo aver preso parte alla battaglia del Lago Trasimeno (217 a.C.), la popolazione picena subì il saccheggio delle proprie terre ad opera dell'esercito cartaginese che tentava così di suscitare la defezione degli alleati Italici di Roma; tuttavia, i Piceni rimasero fedeli all'alleanza con i Romani, partecipando alla battaglia di Canne.

### II-I secolo a.C.

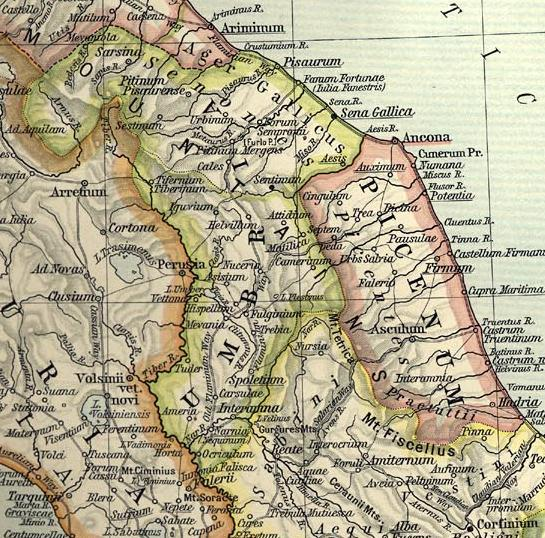
Il territorio abitato dai Piceni, compreso tra i fiumi Foglia e Aterno, in età augustea fu ripartito tra Regio V (Picenum) e Regio VI (Umbria et ager gallicus picenus) (carta tratta dall'Historical Atlas).

In seguito alla progressiva espansione della Repubblica romana avvenuta nel II secolo a.C., la politica interna di Roma fu agitata dalla rivolta dei popoli italici, avvenuta nel 91 a.C. (guerra sociale); gli Italici chiedevano che fosse loro estesa la cittadinanza romana, poiché pur avendo contribuito all'espansione di Roma, continuavano a essere discriminati legislativamente rispetto ai Romani.
Il conflitto si scatenò a seguito di un'insurrezione nella città di Ascoli: dopo aver ucciso il proconsole romano Quinto Servilio e il legato Fonteio, gli ascolani massacrarono tutti i Romani residenti in città. Successivamente, i Piceni e gli altri popoli italici (eccetto gli Umbri) si confederarono ed eressero una propria capitale, Corfinium; gli Etruschi non aderirono alla confederazione. I Piceni furono quindi i principali ispiratori, con Peligni e Marsi, della vasta coalizione; l'esercito italico, ripartito in due tronconi - uno sabellico guidato dal marso Quinto Poppedio Silone, l'altro sannitico affidato a Gaio Papio Mutilo - contava contingenti di numerosi popoli; quello piceno era guidato da Gaio Vidacilio e Publio Ventidio Basso.
Le fasi iniziali del conflitto avvennero in territorio piceno, fra Ascoli Piceno e Fermo; i comandanti piceni sconfissero Gneo Pompeo Strabone vicino Falerone (90 a.C.), costringendolo a battere in ritirata e a trovare rifugio nella città fermana, che fu messa sotto assedio. Mentre l'assedio continuava, nell'estate dello stesso anno il comandante Vidacilio accorse a sostenere in battaglia i Peligni e Ventidio Basso fu inviato in missione diplomatica presso gli Etruschi e gli Umbri, onde indurli a sostenere la causa italica; parallelamente a ciò, Pompeo Strabone ricevette il supporto di un contingente romano, inviato per rompere l'assedio dei Piceni. Questi ultimi si trovarono così a doversi misurare con i Romani su due fronti: la minaccia era infatti portata tanto dagli assediati all'interno della città, che potevano compiere sortite, quanto dalle truppe appena giunte a Fermo; furono così sconfitti, subendo anche la perdita del generale rimasto a condurre l'assedio, il marso Tito Lafrenio.
Con le truppe rimastegli dopo la battaglia di Fermo, Pompeo Strabone mosse verso Ascoli, cingendola d'assedio. Poco dopo, il comandante Vidacilio risalì verso nord con l'intento di liberare gli assediati; tuttavia, pur riuscendo a sfondare le file nemiche e a entrare in città, al suo arrivo non trovò i concittadini disposti a contrastare l'assedio, come invece egli aveva richiesto; deluso e indignato da tale atteggiamento, Vidacilio si tolse la vita.
L'anno seguente, nell'89 a.C., un esercito di Marsi cercò di scardinare l'accerchiamento romano alla capitale dei Piceni, fallendo; la città cadde definitivamente il 17 novembre di quell'anno, fu rasa al suolo e i suoi cittadini privati di ogni proprietà. La caduta di Ascoli segnò la definitiva sconfitta degli Italici nella Guerra sociale Al termine del conflitto, i Piceni furono ascritti nella tribù Fabia, ottenendo la cittadinanza romana e completando il processo di romanizzazione della popolazione picena, iniziato nel III secolo a.C. Nel 27 a.C. Augusto dedusse una colonia ad Ascoli. Il territorio abitato dai Piceni in età augustea fu ripartito tra Regio V (Picenum) e Regio VI (Umbria et ager gallicus picenus) e fu riunificato durante l'impero di Diocleziano nella regione Flaminia et Picenum.

## Società

Il ruolo del guerriero nella società è attestato da questo reperto, in cui quattro guerrieri danzano intorno ad un totem con quattro teste di lupo (Museo archeologico nazionale delle Marche).

Prima dell'arrivo dei Galli nel territorio a nord del Piceno, la struttura sociale dei Piceni aveva una forma molto diffusa in epoca protostorica: l'organizzazione territoriale era strutturata secondo il modello protourbano (classi sociali, artigianato metallurgico e scrittura), a causa degli influssi della civiltà micenea e del sussistere di numerosi scambi commerciali con le popolazioni limitrofe. Socialmente, vi erano dei consigli aristocratici deputati all'amministrazione del potere e che eleggevano il proprio capo; tuttavia, non è escluso che vi fossero, localmente, anche delle monarchie. Dumitrescu ha ipotizzato che le genti picene fossero politicamente una confederazione di tribù, ciascuna guidata da un capo; in caso di pericolo, esse avrebbero però assunto come guida un singolo capo-guerriero, secondo uno schema tipicamente indoeuropeo.
Fra i Piceni le famiglie aristocratiche, caratterizzate da attributi prettamente guerrieri, erano distinte rispetto al resto della comunità sia per il possesso di oggetti che ne delineavano lo status sociale, sia per la differente collocazione delle loro sepolture; tale fenomeno si afferma dal VII secolo a.C., quando l'"orientalizzazione" culturale, verificatasi già nell'VIII secolo a.C. in area etrusca, raggiunse il territorio piceno, determinando così la formazione di élite aristocratiche, le quali imitavano le usanze dei popoli orientali e controllavano le vie del commercio transappenninico.
Nel corso del VI secolo a.C., grazie ai benefici economici dovuti ai continui scambi commerciali con le popolazioni dell'Adriatico e del centro Italia, la base sociale dei Piceni si allargò, includendo nuove categorie, comprendendo commercianti e artigiani. Tale fenomeno condusse, a partire dal V secolo a.C., al formarsi di una struttura sociopolitica di tipo oligarchico-repubblicano. Si è ipotizzato che, contemporaneamente a ciò, l'aristocrazia picena abbia iniziato a tramandarsi il rango per ereditarietà.
Tale ipotesi trova conferma nei reperti archeologici, soprattutto "tomba dei signori”, scoperti nella Necropoli di Colle Pigna di Montedinove, esposti oggi nel Museo archeologico statale di Ascoli Piceno e Museo delle Tombe Picene di Montedinove. Nella società picena la posizione delle donne poteva essere anche di estrema importanza fino a raggiungere il ruolo di capotribù o sacerdotessa. Tale ipotesi confermano due sepolture femminili denominate “Tombe delle Amazzoni”, di Belmonte Piceno,  con corredi ricchissimi comprendenti anche armi e persino carro da guerra, e "Tomba a doppia deposizione” di Necropoli di Colle Pigna di Montedinove, con un defunto senza corredo, deposto su un tavolato o carro al di sopra di una donna più giovane, con un ricco corredo e una lancia, simbolo del potere.
Con il progressivo espandersi dell'influenza romana, i Piceni iniziarono a subire un processo di romanizzazione culturale ma, soprattutto nell'entroterra montagnoso, la dipendenza economica dalla città già dipendenti da Roma accentuò l'insofferenza delle classi dominanti per l'esclusione dai diritti connessi alla cittadinanza romana. Il malcontento, comune agli altri popoli italici della regione, sfociò agli inizi del I secolo a.C. in conflitto aperto. L'estensione a tutti gli Italici della cittadinanza, decisa proprio in seguito alla Guerra sociale, accelerò il processo di romanizzazione del popolo, che fu rapidamente inquadrato nelle strutture politico-culturali di Roma.

## Religione

Nei luoghi di culto sono state ritrovate figure in lamina bronzea, del tipo delle ombre della sera etrusche (Museo Archeologico Nazionale delle Marche).

La dimensione religiosa dei Piceni non è stata ancora completamente ricostruita a causa della mancanza di sufficienti testimonianze archeologiche o scritte; tuttavia, sulla base dei reperti sino a ora rinvenuti è stato possibile tracciare le linee fondamentali della religiosità picena, fra cui i rapporti con la cultura umbra, con i popoli dell'area danubiana e con le divinità greco-etrusche. È stato ipotizzato che fra i Piceni ci fosse una scarsa distinzione fra la dimensione religiosa e quella profana, e che solo sul finire della propria storia, forse grazie alla contaminazione con altre culture, essi abbiano iniziato a discernere i due ambiti, soprattutto in riferimento ai luoghi adibiti al culto e alle sue manifestazioni.
Fra gli oggetti dei corredi funerari con valenza religiosa, è stata riscontrata la presenza di numerosi manufatti con simboli apotropaici analoghi a quelli di altri oggetti risalenti all'età del bronzo europea. Fra i reperti piceni, si trova con particolare frequenza la raffigurazione, riscontrata in numerosi manufatti, di piccole anatre stilizzate, le quali ricordano la tradizione religiosa sia anatolica che danubiana. Il significato di tali rappresentazione allude ad una raffigurazione, mediante l'anatra, dell'anima del defunto.
Seppure in gran parte non siano state tuttora identificate in modo inequivocabile; un'eccezione è rappresentata dalla dea Cupra, della quale sono conosciuti santuari nella zona picena e in quelle limitrofe. Le divinità dei Piceni erano direttamente collegate al mondo della pastorizia, dell'allevamento e della guerra.

### Evoluzione del culto
Durante l'Età del bronzo, nel Piceno le manifestazioni devozionali si svolgevano in luoghi comunitari, spesso scelti in virtù di specifiche peculiarità naturali, nei quali i fedeli esprimevano la propria religiosità con offerte votive, dando luogo a celebrazioni che ne promuovevano e ne consolidavano l'identità etnico-politica. A seguito dell'avvento delle popolazioni picene, le forme del culto cambiano; dal VII alla prima metà del VI secolo a.C. si attesta l'affermarsi nelle comunità picene di nuovi valori fondamentali, quali quelli della casa e della famiglia; la celebrazione non si svolge più in luoghi comuni ma in privato, nell'ambito domestico, dando inizio all'affermarsi del culto dei morti, in particolare dei capostipiti della famiglia. Questi vengono celebrati con statue funerarie, steli, e sono sepolti con ricchi corredi, attestando una sostanziale esaltazione del valore dei morti rispetto alla società.
Dalla fine del VI all'inizio V secolo a.C., le manifestazioni religiose recuperano la pratica dei depositi votivi, i quali però presentano offerte devozionali del tutto diverse rispetto a quelle dei secoli precedenti. Le offerte in vasellame sono state sostituite quasi del tutto da quelle in metallo, specialmente in bronzo. Si tratta nella maggior parte dei casi di statuette votive o d'importazione etrusca o di fabbricazione autoctona (umbro-picena), raffiguranti divinità assimilabili a quelle greco-etrusche (Ercole, Minerva, Giove, Marte).

### Santuari

Un Signore degli animali (Museo Oliveriano, Pesaro).

Nella porzione delle odierne Marche occupata dai Piceni non sono stati individuati edifici sacri, né luoghi naturali adibiti prevalentemente al culto. Uniche eccezioni sono il santuario della dea Cupra presso l'odierna Cupra Marittima (di fondazione picena o etrusca), e il tempio di Diomede. I depositi votivi ritrovati in area marchigiana attestano comunque che, probabilmente, i riti avvenivano prevalentemente all'aperto, in luoghi ben distanti dalle zone abitate. Sono in questo senso rilevanti i ritrovamenti compiuti presso Monte Primo, Monte Valmontagnana, Isola di Fano e Castelbellino.
Nell'attuale Abruzzo, invece, sono stati scoperti due luoghi naturali adibiti alle celebrazioni: il santuario del Monte Giove (Cermignano-Penna Sant'Andrea) e la Grotta del Colle (Rapino). Poiché entrambi i santuari sono posizionati in luoghi sopraelevati e raggiungibili solo attraverso salite, è stato ipotizzato che il percorso per raggiungerli avesse un valore iniziatico o che la salita assumesse il ruolo d'ascensione mistica.

### Culto dei morti
Fra il IX e il VII secolo a.C. è accertato che i Piceni seppellissero i propri morti in posizione rannicchiata, adagiandoli sul fianco destro. Nelle tombe risalenti al VI secolo a.C. venne mantenuta la posizione sul fianco destro, ma non è raro ritrovare degli inumati con le gambe più o meno flesse. Dal V secolo a.C. i defunti vengono sepolti, nella maggior parte dei casi, in posizione supina.
La struttura delle tombe era costituita generalmente da semplici fosse, generalmente di forma rettangolare od ovale, di due metri per uno e profonde anche più di un metro. Non era raro che sul piano di deposizione vi fossero da una a quattro riseghe. Per evitare che l'inumato fosse a diretto contatto con il terreno, è attestato l'uso di rivestimenti sia lignei che in pietra arenaria. La breccia marina era utilizzata non solo sul piano di deposizione, ma come vero e proprio materiale di riempimento delle fosse funerarie.
Nelle tombe del VI secolo a.C. e in quelle più recenti le fosse sepolcrali presentano degli spazi ulteriori al di sotto dei piedi dell'inumato, oppure accanto alla sua testa; tali spazi avevano la funzione d'ospitare il corredo funebre, in special modo gli oggetti utilizzati durante i banchetti o l'oggettistica domestica. Talvolta gli spazi che venivano ricavati sotto i piedi del defunto erano piuttosto ampi e si sviluppavano al di sotto del piano di deposizione dell'inumato. In queste cavità, a base generalmente trapezoidale, sono stati rinvenute pile di vasellame disposto a seconda della propria funzione.

## Economia

### Agricoltura
La posizione degli insediamenti piceni in valli fertili, il rinvenimento di ossa di bovini e di piccole vanghe realizzate in corno di cervo lasciano intuire che fra i Piceni l'agricoltura fosse decisamente sviluppata.
La viticoltura nel Piceno era ampiamente praticata, essendo in uso fin dall'età repubblicana, come attestano Polibio e Catone; l'uva picena era infatti particolarmente gradita in Gallia e ne erano coltivate due qualità (palmensis e irziola). Oltre all'uva, anche la produzione frutticola in generale era celebre, sia per la produzione di mele, che di pere.
Fra le coltivazioni tradizionali Plinio menziona anche le olive picene, considerate fra le più ricercate d'Italia. Verosimilmente, esse erano prodotte nei dintorni di Ascoli, come suggerito dalla conformazione del territorio e dalle tradizioni locali Oltre agli usi tradizionali, secondo Marziale le olive picene venivano utilizzate anche per alimentare i tordi.
La coltivazione del grano era anch'essa fiorente, tanto che Varrone riferisce di una particolare tecnica di mietitura che era praticata nel Piceno. La farina picena era poi utilizzata anche per la produzione di un pane dolce, il pane picentino.
Oltre a tali attività, i Piceni praticavano anche la caccia e la pesca.

### Artigianato e metallurgia
Le principali produzioni artigianali dei Piceni si concentravano nella lavorazione dei metalli. Fra l'VIII e la metà del VII secolo a.C. gli oggetti realizzati erano soprattutto ornamenti e ricchi manufatti, tutti in bronzo; solo nel corso del VII secolo a.C. all'esclusiva produzione bronzea si aggiunse quella in ferro.
Oltre alla lavorazione dei metalli, l'artigianato piceno realizzava notevoli ceramiche e prodotti tessili, come è attestato dal rinvenimento di fusarole e rocchetti.
Ulteriori centri artigianali si svilupparono fra VII e VI secolo a.C., influenzati dalle maestranze etrusche od orientali; in queste officine si intagliavano l'ambra, l'avorio, la pietra.

Uno dei numerosi anelloni a sei nodi, a volte usati modernamente come simbolo grafico della civiltà picena (Museo archeologico nazionale delle Marche).
Coperchio piceno con decorazione plastica (Museo archeologico nazionale delle Marche).
Vaso piceno a triplice corpo (Museo archeologico nazionale delle Marche).
Spada ad antenne dalla necropoli di Ancona (Museo archeologico nazionale delle Marche).
Coppa picena con coperchio a presa plastica (Museo archeologico nazionale delle Marche).
Uno degli oggetti più caratteristici della civiltà picena: un disco-corazza con figure umane e animali fantastici (Museo archeologico nazionale delle Marche).
Il suggestivo pendaglio degli amuleti, dal quale è stato tratta l'immagine simbolica utilizzata nella mostra "Piceni popolo d'Europa"; da Numana (Museo archeologico nazionale delle Marche).
Uovo di struzzo graffito utilizzato come corpo di oinochoe, testimonianza delle raffinate importazioni del periodo orientalizzante; da Pitino di San Severino (Museo archeologico nazionale delle Marche).
Ansa figurata, rappresentante un Signore degli animali, entità mitica particolarmente importante per i Piceni; dalla necropoli di Belmonte Piceno (Museo archeologico nazionale delle Marche).
Un esempio della fantasia formale che caratterizza le fibule picene: la fibula ad occhiali (Museo archeologico nazionale delle Marche).
Uno degli esempi più noti dell'amore che i Piceni nutrivano per l'ambra: il leone proveniente da Belmonte Piceno (Museo archeologico nazionale delle Marche).
Statuetta rappresentante probabilmente la dea Cupra; il volto, in ambra, è stato perso durante la Seconda guerra mondiale, a causa dei bombardamenti che colpirono il museo (Museo archeologico nazionale delle Marche).

### Commercio
Illiri
     Veneti
     Greci
     Lucani
     Dauni
     Umbri ed Etruschi

Le principali vie di commercio dirette verso il Piceno:
Illiri
Veneti
Greci
Lucani
Dauni
Umbri ed Etruschi

Un ruolo dominante nell'economia dei Piceni era rivestito dal commercio, tanto che attorno alla metà del VI secolo a.C. il loro territorio divenne il punto di connessione fra i mercati delle aree alpina, danubiana e tirrenica. Gli scambi principali avvenivano sia con le popolazioni abitanti il versante tirrenico che con i popoli orientali del Mar Mediterraneo e quelli abitanti sulla sponda opposta dell'Adriatico. Con questi ultimi è attestato un flusso commerciale importante e consolidato, in particolare con gli Illiri, i quali erano il bacino di riferimento delle produzioni picene dirette verso i Balcani, smistate poi fino in Frigia.
Fin dal IX secolo a.C. i Piceni svilupparono itinerari commerciali con gli Umbri e gli Etruschi attraverso i valichi appenninici, intensificando attorno al VII secolo a.C. gli scambi con questi ultimi.

Un celebre esempio di arte picena: la Stele di Novilara, con scena navale (Museo Oliveriano di Pesaro) in cui un'imbarcazione oneraria scortata da navi militari che la difendono da un attacco.

La testimonianza più importante relativa alla commercio marittimo piceno è la stele figurata di Novilara in cui è incisa un'imbarcazione che trasporta merci, scortata da navi militari, mentre viene attaccata. In base a questa testimonianza è stato possibile, nel 2001, realizzare una copia della nave raffigurata realmente capace di navigare; sulla vela è stato riprodotto una delle immagini più note della cultura picena di Novilara: la ruota a raggi, che simboleggia il sole.
Oltre ad importare manufatti etruschi e a esportarne di propri in Etruria, dal V-IV secolo a.C. i Piceni commerciarono anche con i Greci, i quali seguivano delle rotte commerciali che risalivano verso nord la costa adriatica occidentale, per poi proseguire sul versante opposto in direzione sud-est, oppure attraversavano il medio-Adriatico nel punto di strozzatura fra il Monte Conero e Iader, punto di scalo certo era Numana, situata sulla costa, presso cui giungevano le merci dirette ad Ancona. In particolare, era apprezzata dai Piceni la ceramica di lavorazione attica, oltre che la produzione manifatturiera egineta e ionica, le quali furono affiancate dal VII al IV secolo a.C. dall'importazione di vasi bronzei dal Peloponneso.
Altre direttrici commerciali attestate sono quelle sviluppatesi a sud con i Dauni e i Lucani, a nord quelle con i Veneti. Con questi ultimi, i Piceni non commerciarono esclusivamente vasellame pregiato, ma anche armi e ornamenti femminili. Di non poco rilievo era inoltre il commercio dell'ambra, che coinvolgeva direttamente il popolo dei Piceni. È stato accertato che dall'VIII secolo a.C. in poi vi erano consistenti produzioni di ornamenti con inserti d'ambra, i quali testimoniano notevoli importazioni della stessa dall'area danubiana; questa, dopo essere stata lavorata, presumibilmente presso le botteghe picene, veniva commercializzata e distribuita attraverso i principali canali di scambio.

## Lingua

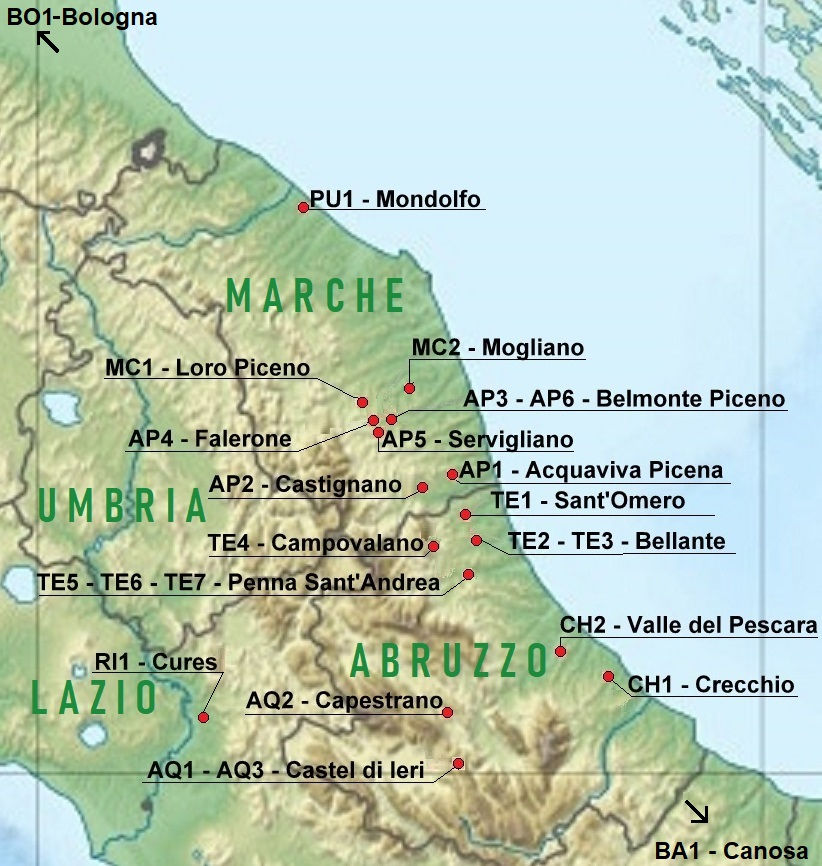
Luoghi di ritrovamento delle iscrizioni picene, con codice identificativo

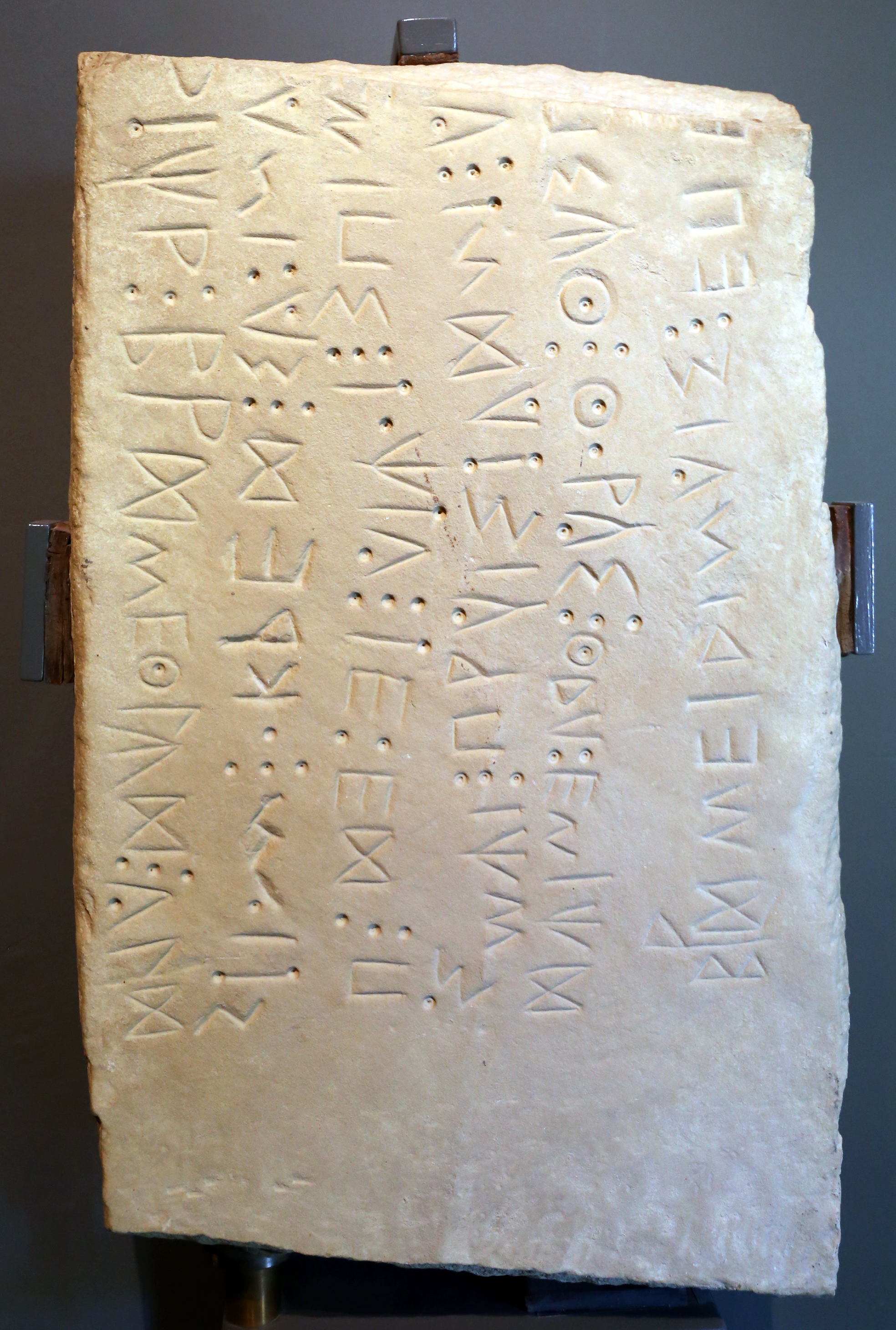
Stele da Penna Sant'Andrea

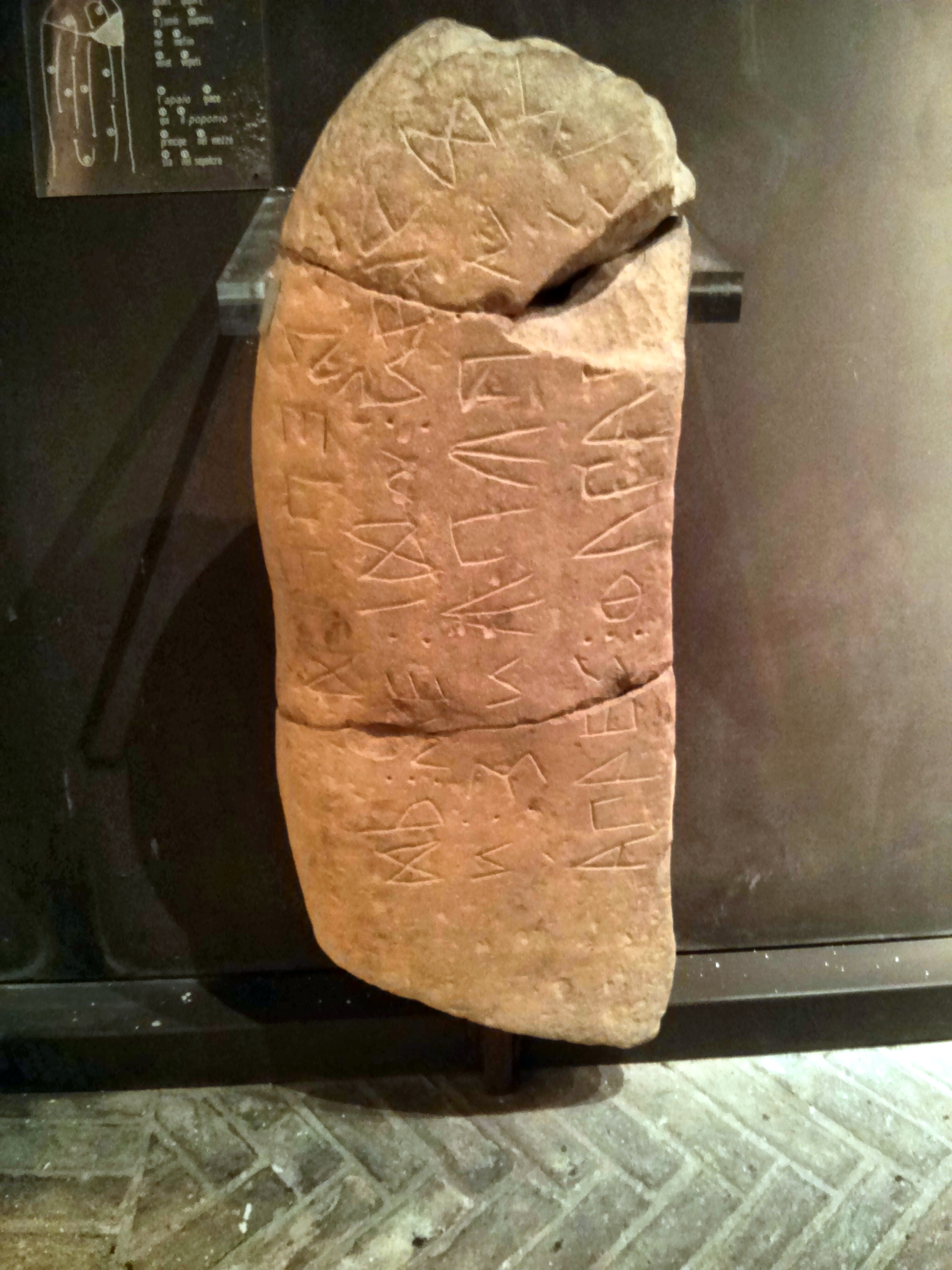
Stele da Loro Piceno

I Piceni parlavano una lingua italica appartenente al gruppo dei dialetti sabellici e dunque strettamente collegata alla lingua umbra; tale idioma è attestato da ventisette iscrizioni, la cui datazione ne ha individuato la diffusione in un periodo compreso fra il VI secolo a.C. e l'inizio del III secolo a.C. Convenzionalmente tale lingua è denominata in vario modo: semplicemente "Piceno", o "Sud-piceno" o anche "lingua picena meridionale", dato che la maggior parte delle iscrizioni sono state trovate nella parte meridionale del territorio piceno, a sud del fiume Chienti. Il ritrovamento più settentrionale è quello della stele di Mondolfo, in Provincia di Pesaro e Urbino.
L'alfabeto sud-piceno è stato decifrato integralmente solo negli ultimi decenni; le ultime deduzioni, che hanno portato ad una lettura completa delle epigrafi, sono state le seguenti:
- il segno del "punto al centro" rappresenta il suono "O";
- il segno dei "due punti" rappresenta il suono "F"
- il segno precedentemente interpretato come grafia alternativa di "S" era usato in realtà per il suono "V".

Si registra in questo alfabeto una tendenza all'uso di punti, come rivelano i segni "O" e ed "F" (risultanti dalla contrazioni di cerchi), il segno "T" e le grafie alternative di "A" e "Q" (in cui il punto deriva dalla contrazione di segmenti). Particolarità rilevante è l'uso di sette vocali, cosa che rivela una accuratezza nella trascrizione del sistema vocalico maggiore di quella delle altre lingue italiche:

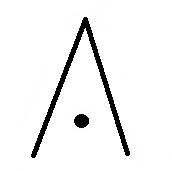
= A
- = E ("E" aperta)
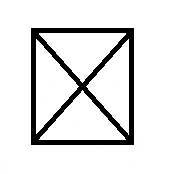
= Ì ("E" chiusa)
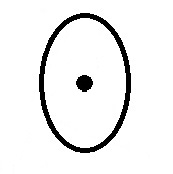
/k(w)/ Q
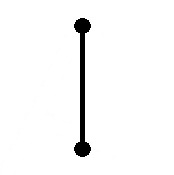
/t/ T
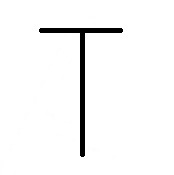
/t/ T

- = I
- =  O ("O" aperta)
- = Ù ("O" chiusa)
- = U

Di seguito si riportano le ventiquattro lettere dell'alfabeto sud-piceno, in cui ad ogni lettera vengono associati sia il suono dell'alfabeto fonetico internazionale, sia le lettere usate dagli autori nella trascrizione in alfabeto latino, con alcune note di pronuncia.
Alcuni grafemi presentano delle varianti grafiche: di tratta della "A" della "T", della "Q" e della "O chiusa"; nell'elenco sottostante, le grafie alternative sono riportate a parte.
Il segno dei tre punti allineati  non corrisponde ad un suono, ma è utilizzato per separare le varie parole.
Alfabeto sud-piceno

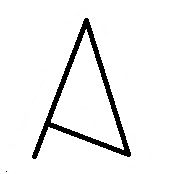
/a/ A
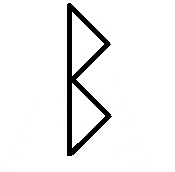
/b/ B
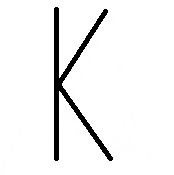
/k/ K
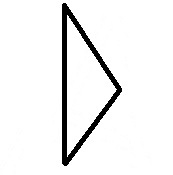
/d/ D
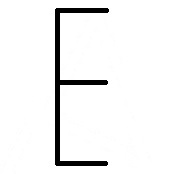
/e/ E (E aperta)
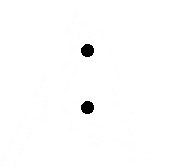
/f/ - /ɸ/ F
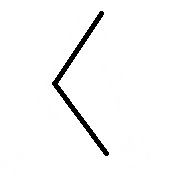
/ɡ/ G (G dura)
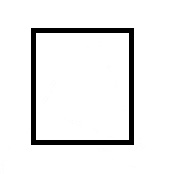
/h/ H (aspirazione)
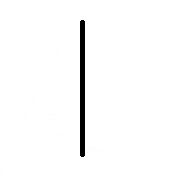
/i/ - /j/ I
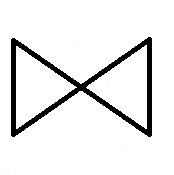
/ɛ/ Í (E chiusa)
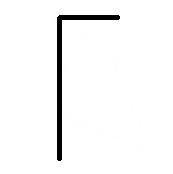
/l/ L
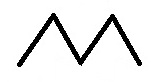
/m/ M
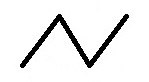
/n/ N
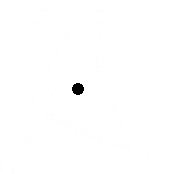
/ɔ/ O (O aperta)
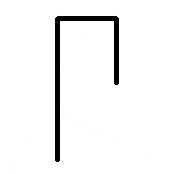
/p/ P
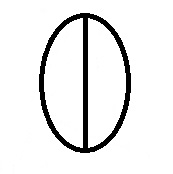
/k(w)/ Q
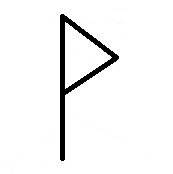
/r/ R
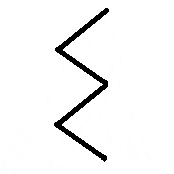
/s/ S
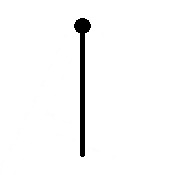
/t/ T
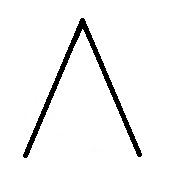
/u/ U
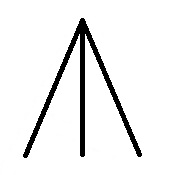
/o/ Ú (O chiusa)
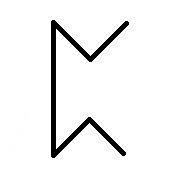
/v/ V
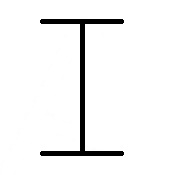
/ts/ - /dz/ Z
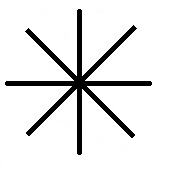
suono ignoto

Grafie alternative
- /a/
A
- /ɛ/
Í
(E chiusa)
- /k(w)/
Q
- /t/
T
- /t/
T

### Le iscrizioni di Novilara

Disegno raffigurante la stele iscritta di Novilara

Cosa assai singolare è il fatto che, nonostante non esista alcuna differenza in campo archeologico tra i piceni della zona di Novilara e quelli del rimanente territorio, le quattro iscrizioni ritrovate in quella zona testimoniano un alfabeto e una lingua diversa da quella usata dagli altri piceni. Alcuni interpretano tale situazione enigmatica considerando che la differente lingua non ha evidentemente impedito il formarsi di una cultura ed una civiltà unitarie. C'è anche chi fa altre considerazioni, affermando che non è certo (data la scarsità di testimonianze) che la lingua di Novilara sia stata usata dalle popolazioni della zona, ma che forse essa testimonia la presenza di viaggiatori; in questo caso l'iscrizione più lunga potrebbe essere una stele funeraria realizzata da un gruppo di persone provenienti da altre terre, in onore di un compagno che trovò la morte durante il viaggio.
Tale lingua, non ancora decifrata con certezza, è stata denominata convenzionalmente lingua picena settentrionale o "nord-piceno" o "della stele di Novilara". L'iscrizione più studiata di questo gruppo è infatti la Stele iscritta di Novilara. La natura del nord-piceno ha fatto molto discutere gli studiosi e probabilmente esso è una lingua isolata non indoeuropea. Ciò che sembra certo è che il nord-piceno non è una lingua italica e dunque non è correlata in alcun modo con le iscrizioni sud-picene. L'alfabeto usato nelle iscrizioni di Novilara è riportato alla pagina della Lingua di Novilara.
Le stele iscritte di Novilara non provenienti da scavo hanno suscitato sin dal 1929 ricorrenti sospetti di essere frutto di falsificazione, fino a che nel 2021 è stato edito uno studio che, se confermato, chiarirebbe tanti dubbi: in esso si afferma che sarebbe stato un antiquario fanese ottocentesco ad aver realizzato le iscrizioni di Novilara dubbie, come sembra appurato dal ritrovamento a Poggio Cinolfo (AQ), nel terreno di una casa di sua proprietà, di due false stele. Le stele di Poggio Ridolfo sono state ritrovate nel 1989; considerate dapprima come testimonianze autentiche di scrittura in lingua osca, riesaminate nuovamente dopo nel secondo decennio del Duemila, sono state ritenute delle contraffazioni.

## Arte

### Architettura
Nell'ambito delle sepolture monumentali picene sono attestate quattro principali tipologie funerarie:
Tombe a circolo con fossato e tumulo
Le più antiche risalgono all'VIII secolo a.C. e sono costituite da gruppi o da sepolture singole organizzate all'interno di un'area circoscritta da un fossato anulare e ricoperte da tumulo. Le più antiche sono state rinvenute nella zona di Matelica. Dal VII secolo a.C. l'uso di tombe a circolo con fossato e tumolo è particolarmente concentrato nell'area fra Numana e Sirolo; in questa zona i defunti venivano seppelliti in gruppi familiari di almeno tre o quattro generazioni. Il diametro varia dai dieci ai venti metri, la larghezza dei fossati è di un metro e la profondità di due. Le sepolture rinvenute nella zona di Numana hanno la particolarità di essere disposte in un ordine preciso secondo cui al centro veniva sepolto il capofamiglia ed ai lati erano disposte una o due tombe di donna con dei corredi funerari piuttosto ricchi.
Tombe con tumulo di pietre
Datate nella prima metà del VII secolo a.C., sono attestate presso il sepolcreto di Fabriano. Fra le sepolture più importanti di questo sito è ricordata la tomba di un capo probabilmente morto lontano dalla propria famiglia, in quanto il corredo — comprensivo di un carro — non è accompagnato dalla salma del defunto, che è assente (cenotafio).
Tombe a circolo di pietre
Risalenti tutte fra il VII secolo a.C. e il VI secolo a.C., tali sepolture sono state rinvenute nei pressi dei fiumi Chienti e Potenza. Sono agglomerati di massimo due o tre sepolture delimitate da un circolo di pietre poste di taglio, il cui diametro si attesta fra i cinque e i nove metri; si tratta di sepolture tipiche dell'Italia centrale appenninica la cui forma era in origine simile alle recinzioni dei pastori dell'Età del bronzo. Talvolta presentano dei tumuli.
Tombe a gradoni

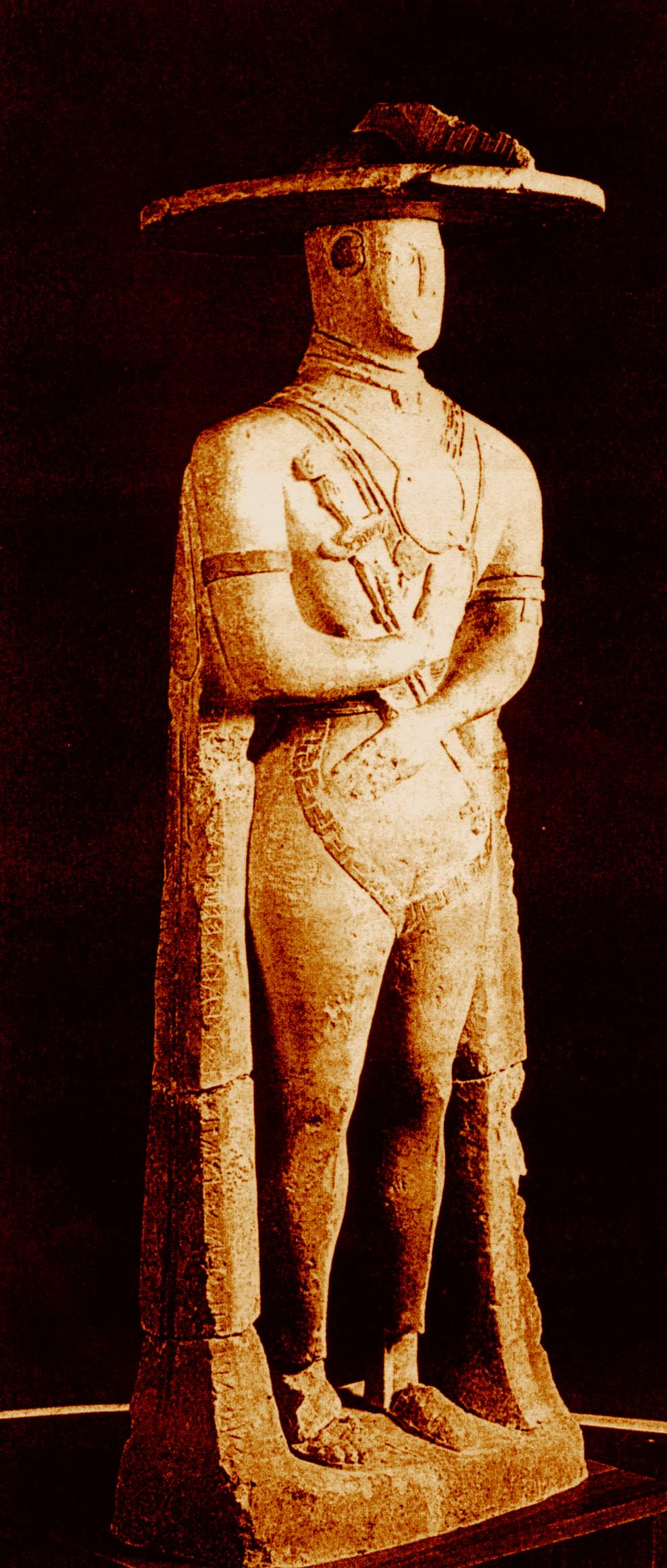
Statua del Guerriero di Capestrano.

Risalenti al V secolo a.C., presentano una pseudocamera sepolcrale funeraria a cielo aperto, priva di un corridoio d'ingresso e con delle riseghe multiple su tre lati. Sul fondo della camera sono presenti due fosse: una per gli oggetti di maggior valore del corredo, l'altra per l'inumazione del defunto assieme a pochi oggetti d'uso personale.

### Scultura

Statua del Guerriero di Numana (Museo archeologico nazionale delle Marche).

È di produzione picena una fra le maggiori opere d'arte prodotte dai popoli italici, il Guerriero di Capestrano (conservato presso il Museo archeologico nazionale d'Abruzzo a Chieti); si tratta di una statua monumentale, di dimensioni superiori al vero, che rappresenta un condottiero piceno stante, con il capo coperto da un elmo ornato di un ampio disco alla base. Tale opera presenta notevole affinità con numerosi reperti di statuaria rinvenuti in territorio tedesco (Hirschlanden, Holzgerlingen, Glauberg). Oltre al Guerriero di Capestrano, al Guerriero di Numana e a diverse steli incise, tuttavia, non si sono ritrovate molte altre produzioni artistiche monumentali picene.
Si è ipotizzato che gli scambi intercorsi fra i Dauni e le genti picene stanziatesi in Abruzzo possano aver influenzato la statuaria picena, soprattutto in età arcaica. Ciò è testimoniato per esempio dall'analogia fra alcuni dei tratti distintivi del Guerriero di Capestrano e dei reperti dauni rinvenuti presso la piana di Siponto. Tra il VII e il VI secolo a.C. gli scambi intercorsi fra Piceni ed Etruschi manifestano un influsso culturale che si riverbera nella produzione artistica picena attraverso il fenomeno dell'orientalizzazione; alcuni esemplari della statuaria picena presentano numerosi tratti in analogia con quelli delle produzioni fittili e scultoree etrusche.
Testimonianze importanti della scultura picena sono i dischi-corazza (o kardiophylax), nelle cui decorazioni ad animali fantastici è spesso possibile rintracciare figure spiccatamente orientalizzanti, come ad esempio animali quadrupedi passanti.
Testimonianze rilevanti dell'attitudine artistica picena sono costituite dalla gran quantità di reperti fittili pervenuti, decorati con motivi scarni quali solcature e cordoni, e dalle figurine plastiche antropomorfe e animali stilizzate, datate attorno al VI secolo a.C.. Nondimeno considerevole è la produzione bronzea: il metallo veniva lavorato in lamine sottili, per poi essere utilizzato nella realizzazioni di ciste o dischi; oppure, il bronzo veniva utilizzato per dare forma a statuette votive (in particolare, è nota una serie di statuette votive bronzee, piuttosto stilizzate, raffiguranti il dio Marte).

## Archeogenetica
Uno studio del 2024 ha analizzato il DNA antico di 71 individui piceni dell'età del ferro dalle necropoli di Novilara e Sirolo-Numana.
L'analisi del genoma ha mostrato che i due gruppi Piceni sono omogenei dal punto di vista genetico e che sono in continuità genetica con le culture precedenti. Inoltre, nonostante una sommaria identità genetica tra le popolazioni italiche dell'età del ferro, l'analisi ha evidenziato differenze piccole ma significative nella genetica dei popoli italici. In particolare le popolazioni adriatiche (Piceni e Dauni) mostravano una maggior quantità di una componente genetica proveniente dalla steppa pontico-caspica (WSH) e minore quantità di ascendenza dai cacciatori-raccoglitori occidentali (WHG) rispetto alle popolazioni tirreniche: Etruschi e Latini. 
Le principali ascendenze genetiche per i due gruppi piceni sono composte da componenti del Neolitico anatolico o primi agricoltori europei e dei cacciatori-raccoglitori orientali (EHG)/Jamna (noti anche come pastori delle steppe occidentali); queste sommate costituiscono il 90% dell'eredità genetica di questa popolazione. Inoltre, nonostante la complessiva omogeneità genetica delle popolazioni di cultura picena, si riscontrano alcuni individui con ascendenze non locali. Questo dato, insieme a quelli relativi ad altri popoli coevi, suggerisce che l'età del ferro (o il periodo immediatamente precedente) sia stata contraddistinta da intensi movimenti di popolazione e abbia segnato l’avvio di una società cosmopolita in Italia. 
Nei Piceni si osservano due principali aplogruppi paterni, ovvero R1b-M269/L23 (58% del totale) e J2-M172/M12 (25% del totale), che possono essere rappresentativi di collegamenti diretti con l'Europa centrale e la penisola balcanica.
Infine, l'analisi dei fenotipi ha mostrato come gli individui associati alla cultura picena abbiano una pigmentazione più chiara rispetto ai popoli coevi. Risulta infatti una maggior frequenza di individui biondi e con gli occhi azzuri nei Piceni rispetto ad Etruschi, Latini e Dauni.

### Fonti primarie
- Appiano Alessandrino, Ρωμαικά (Storia romana).
- Diodoro Siculo, Βιβλιοθήκη ἱστορική (Bibliotheca historica).
- Dionigi di Alicarnasso, Ρωμαική Αρχαιολογία (Antichità romane).
- Decimo Giunio Giovenale, Satire.
- Gaio Giulio Cesare, De bello civili.
- Marco Porcio Catone, Origines.
- Marco Terenzio Varrone, De re rustica.
- Marco Tullio Cicerone, Filippiche.
- Marco Valerio Marziale, Epigrammi.
- Plinio il Vecchio, Naturalis historia.
- Plutarco, Βίοι Παράλληλοι (Vite parallele: Vita di Pompeo).
- Polibio, Ἰστορίαι (Storie).
- Publio Annio Floro, Epitomae Liber primus.
- Quinto Orazio Flacco, Satire.
- Pseudo Scilace, Περίπλους (Periplo).
- Silio Italico, Punica.
- Stefano Bizantino, Ἐθνικά (Etnica).
- Strabone, Γεωγραφικά (Geografia).
- Tito Livio, Ab Urbe condita libri.

### Letteratura storiografica
- Giuseppe Micali, Storia degli antichi popoli italiani, 2ª ed., Milano, Tipografia all'insegna di Dante, 1836.
- Vladimir Dumitrescu, L'età del Ferro nel Piceno fino all'invasione dei Galli Senoni, Bucarest, Universul, 1929.
- Carlo Astolfi, Benemerenze dei Piceni nell'edilizia romana, Estratto dal volume XVII di "Studia Picena", Fano, Tipografia Sonciniana, 1946.
- Giacomo Devoto, Gli antichi Italici, 2ª ed., Firenze, Vallecchi, 1951.
- Mario Zuffa, Delia Lollini, Valerio Cianfarani, La civiltà picena, in Popoli e civiltà dell'Italia antica, Roma, Biblioteca di Storia Patria, 1976,  vol. V.
- Giuseppe Michetti, Fermo nella storia. Fermo nella letteratura latina, vol. I, Fermo, La rapida, 1980.
- Anna Maria Chieco Bianchi, I Piceni, in Italia omnium terrarum alumna, 2ª ed., Milano, Garzanti-Scheiwiller, 1988, ISBN 978-88-7644-109-7.
- Piero Adorno, La civiltà italica, in L'arte italiana, Firenze, D'Anna, 1992,  vol. 1, tomo I, pp. 285-288, ISBN 978-88-8104-136-7.
- Augusto Ancillotti, Romolo Cerri, Le tavole di Gubbio e la civiltà degli Umbri, Edizioni Jama, 1996.
- Alessandro Naso, I Piceni. Storia e archeologia delle Marche in epoca preromana, Milano, Longanesi, 2000, ISBN 978-88-304-1599-7.
- Luca Antonelli (a cura di), I Piceni: corpus delle fonti: la documentazione letteraria, Roma, L'Erma di Bretschneider, 2003, ISBN 978-88-8265-242-5.
- Francisco Villar, Gli indoeuropei e le origini dell'Europa: lingua e storia, Bologna, il Mulino, 2008, ISBN 978-88-15-12706-8.
- Antonio Sciarretta, Il versante adriatico, in Toponomastica d'Italia. Nomi di luoghi, storie di popoli antichi, Milano, Ugo Mursia Editore, 2010,  pp. 195-213, ISBN 978-88-425-4017-5.

### Atti e cataloghi
- La civiltà picena nelle Marche, Ripatransone, G. Maroni, 1992. (Atti del convegno sulla civiltà picena nelle Marche svoltosi ad Ancona, 10-13 luglio 1988)
- Piceni popolo d'Europa, Roma, De Luca, 1999, ISBN 978-88-8016-355-8. (Catalogo della mostra itinerante)
- I Piceni e la loro riscoperta fra Settecento e Novecento, Ancona, QuattroVenti, 2000, ISBN 978-88-392-0835-4.
- La civiltà dei Piceni nei musei archeologici di Marche e Abruzzo, Pescara, Carsa Editore, 2000. (Guida della mostra "Piceni popolo d'Europa")
- Eroi e regine: piceni, popolo d'Europa, Roma, De Luca, 2001, ISBN 978-88-8016-432-6.
- Lapis lapidis: materiali e progetti per lo studio delle epigrafi romane di Ascoli Piceno, Ascoli Piceno, Fast Edit, 2008, ISBN 978-88-87691-58-0.